# Kfar Saba
Kfar Saba (hebrejsky כְּפַר סָבָא, doslova „Dědečkova vesnice“ nebo „Savova vesnice“, arabsky كفر سابا, v oficiálním přepisu do angličtiny Kefar Sava) je město v Izraeli, v Centrálním distriktu.

## Geografie

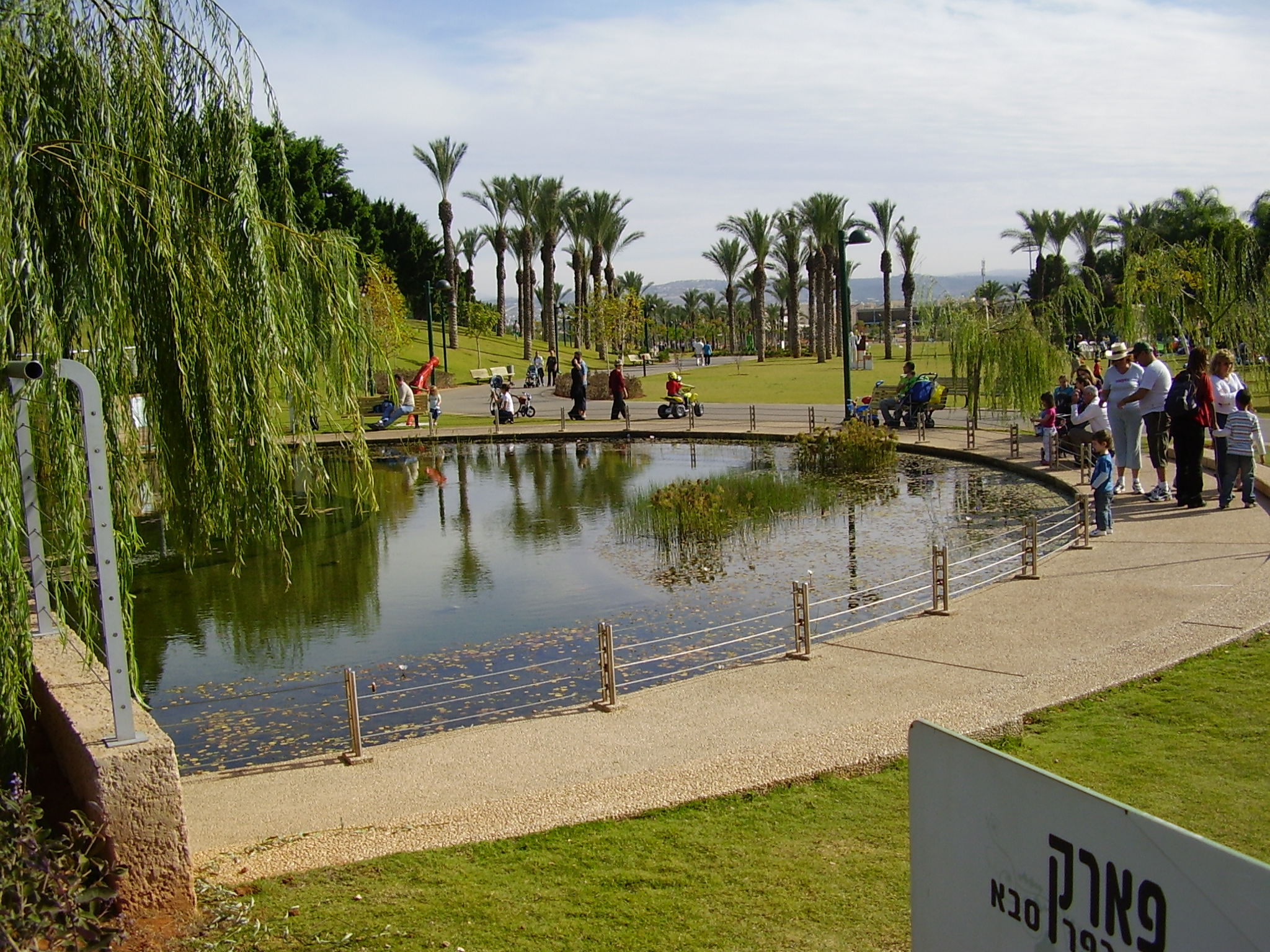
Park v Kfar Saba

Město leží v nadmořské výšce 30 metrů, cca 17 kilometrů severovýchodně od centra Tel Avivu, v metropolitní oblasti Guš Dan, na okraji územně souvislého pásu městského osídlení aglomerace Tel Avivu, který na severní straně od města přechází v zemědělsky využívanou krajinu s rozptýleným osídlení. Na západě sousedí Kfar Saba s městem Ra'anana, na jihu s Hod ha-Šaron. Na východě se Kfar Saba dotýká Zelené linie, která odděluje Izrael v jeho mezinárodně uznávaných hranicích od území Západního břehu Jordánu s palestinským městem Kalkílija. Východně od města protéká vádí Nachal Hadas.
Kfar Saba se nachází v nejužším místě středního Izraele, kde vzdálenost mezi nejzápadnějším výběžkem palestinských území (Kalkílija) a břehem Středozemního moře dosahuje jen cca 14 kilometrů. Město je napojeno na četné dálniční a silniční dopravní tahy v aglomeraci Tel Avivu. V severojižním směru jsou to dálnice číslo 4 (takzvaná "Stará dálnice") a zejména dálnice číslo 6 (nová takzvaná "Transizraelská dálnice"), která probíhá východně od města. Po jižním okraji města, na pomezí katastrů měst Kfar Saba a Hod ha-Šaron, byla trasována nová dálnice číslo 531 a podél ní i železniční trať Tel Aviv – Ra'anana. Jsou na ní zde železniční stanice Kfar Saba Nordau (otevřena roku 2003) a železniční stanice Hod ha-Šaron Sokolov (v provozu od r. 2006).
Město leží v oblasti s hustým osídlením, v naprosté většině židovským. Menší sídla izraelských Arabů se nacházejí pouze na východním okraji aglomerace Tel Avivu, cca 5 kilometrů odtud (města Džaldžulija nebo Kafr Kasim).

## Dějiny

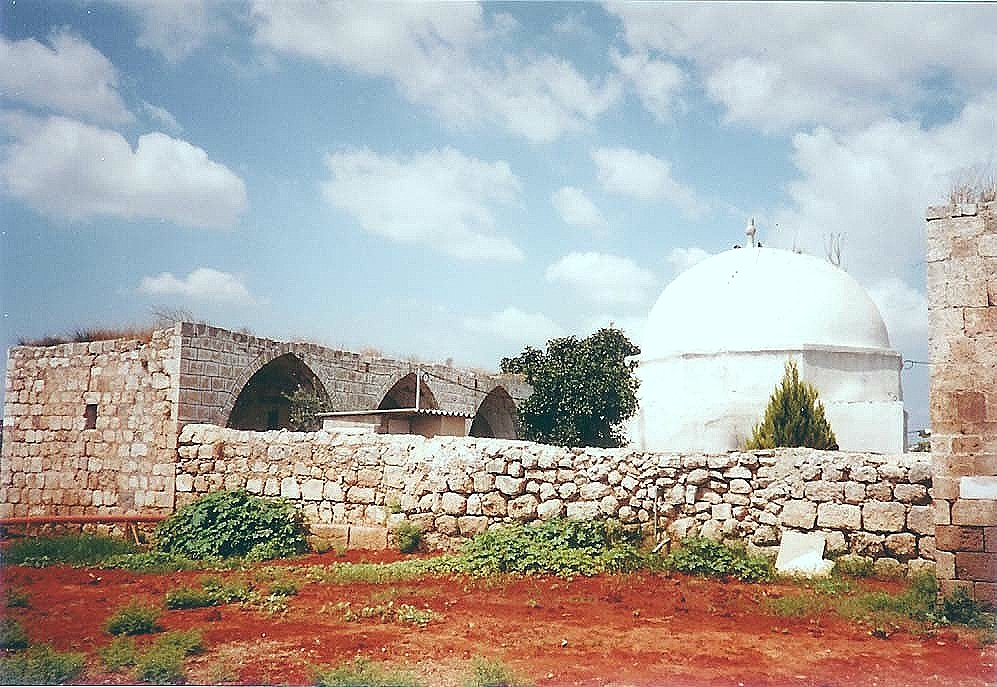
Muslimské a židovské posvátné místo Kever Binjamin s domnělým hrobem biblického Benjamina v Kfar Saba

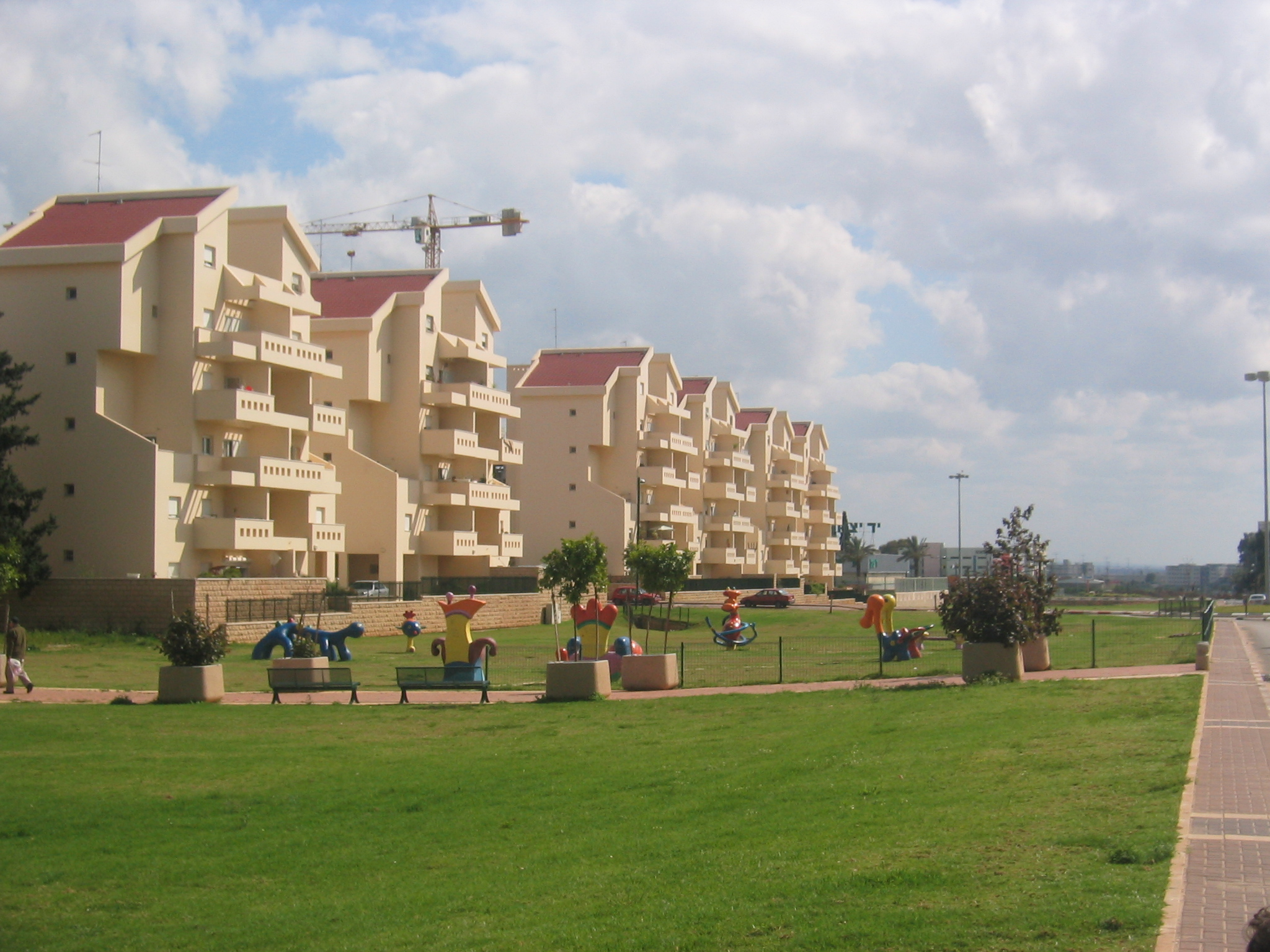
Nová výstavba v čtvrti Hadarim v Kfar Saba

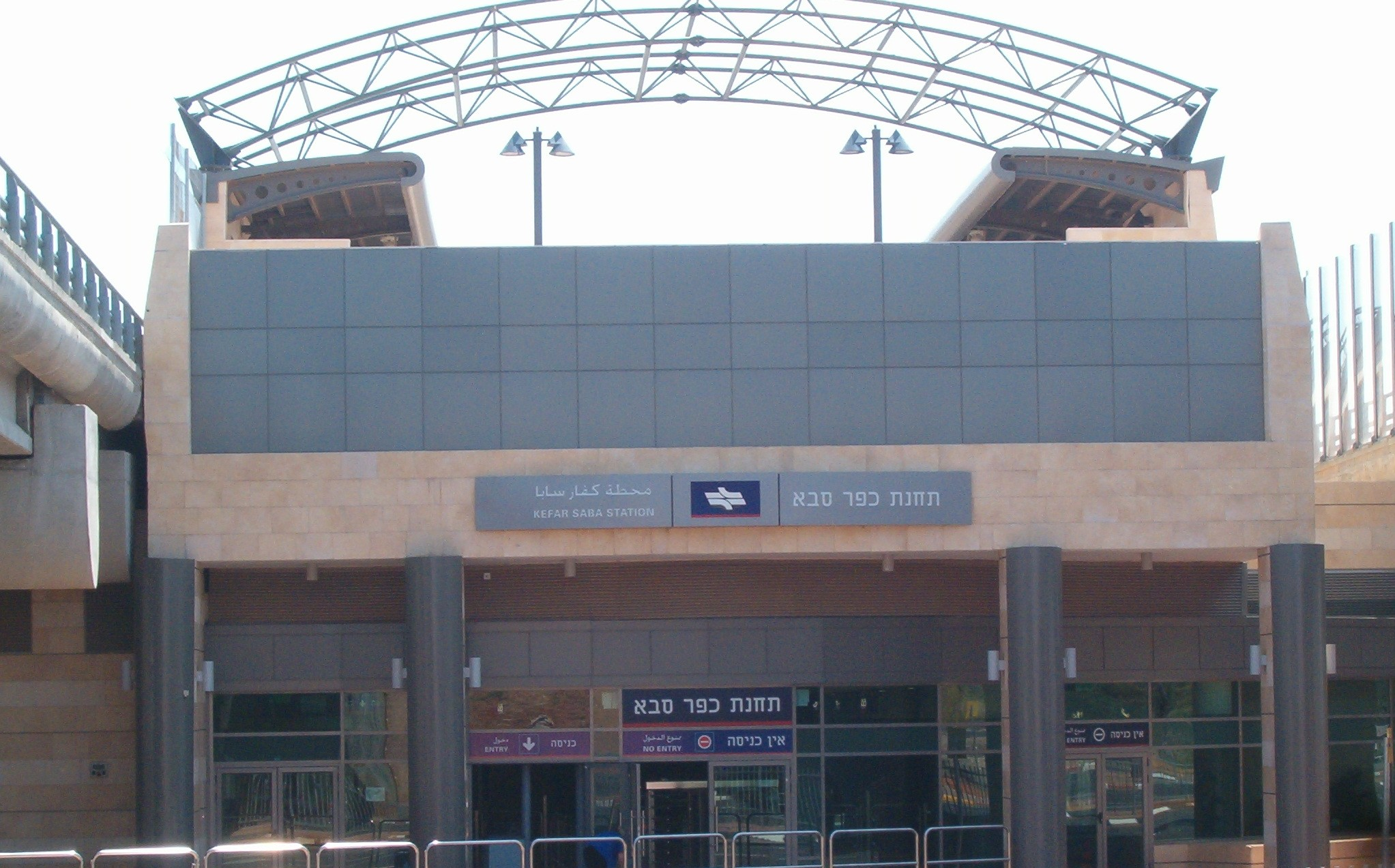
Vlaková stanice v Kfar Saba

Moderní Kfar Saba navazuje na stejnojmennou starověkou lokalitu zmiňovanou v díle Flavia Iosepha jako Capharsaba. Později byla vesnice osídlena Araby a existovala zde až do poloviny 20. století jako Kafr Saba.
Moderní židovská Kfar Saba vznikla roku 1903. Už v roce 1892 zakoupila skupina židovských podnikatelů pozemky o rozloze 7000 dunamů (7 kilometrů čtverečních) v této lokalitě a plánovala jejich prodej individuálním zájemcům o farmaření. V této fázi zde ale nevzniklo žádné židovské osídlení. Až v roce 1903 západně od arabské vesnice vznikla židovská osada jako součást projektu židovských zemědělských osad spravovaných organizací Jewish Colonization Association, která pokračovala v předchozích sponzorských a podnikatelských aktivitách Edmonda Jamese de Rothschilda. 21. června 1904 dosáhla tato organizace dohody s obyvateli nedaleké zemědělské osady Petach Tikva ohledně předání některých zemědělských pozemků pro účely nově budované vesnice.
Kfar Saba byla organizována jako mošava, tedy individuálně hospodařící vesnice. V této rané fázi byla dceřinou osadou považovanou za součást Petach Tikva. Teprve v roce 1913 zde byly dokončeny první stálé obytné budovy. V srpnu 1910 byla Kfar Saba napadena a zdemolována arabskými útočníky z města Kalkílija. V roce 1917 se do Kfar Saby uchýlili mnozí židé z Tel Avivu a Jaffy vypuzení tureckými úřady. Během arabských výtržností v roce 1921 byla Kfar Saba opět napadena a zdejší obyvatelé se museli dočasně vystěhovat. Ve 20. letech 20. století šlo stále o menší sídlo vesnického typu s populací cca 450 lidí. Původní zaměření na pěstování citrusů bylo nahrazeno pěstováním mandlovníků. Populace začala růst a ve 40. letech 20. století už měla obec přes 3 a půl tisíce obyvatel. Formálně šlo stále o zemědělskou osadu, ale fakticky začala nabývat městského charakteru. V roce 1947 tu byla založena Me'irova nemocnice).
V květnu 1948 ovládly oblast okolo Kfar Saba židovské síly (Hagana). Obyvatelé arabské vesnice Kafr Saba v té době opustili své domovy. Z jejich vesnice zůstala stát jen škola, dvě mešity a zbytky muslimského hřbitova. Po vzniku státu Izrael se Kfar Saba stala místem, kam směřovali mnozí noví přistěhovalci a byl zde pro ně zřízen uprchlický tábor (takzvané Ma'abarot). 1. dubna 1962 získala Kfar Saba status města.

## Demografie
Kfar Saba je město se smíšenou populací, tedy složenou ze sekulárních i nábožensky orientovaných obyvatel, přičemž ale sekulární obyvatelé převažují a tvoří přibližně 85 % obyvatelstva. Podle údajů z roku 2009 tvořili naprostou většinu obyvatel Židé – přibližně 80 600 osob (včetně statistické kategorie „ostatní“, která zahrnuje nearabské obyvatele židovského původu, ale bez formální příslušnosti k židovskému náboženství, přibližně 83 500 osob).
Po roce 1948 zažila Kfar Saba skokový nárůst populace, který ji prakticky okamžitě proměnil na sídlo městského typu. Následoval setrvalý růst. V současnosti jde o větší sídlo, které v roce 2017 dosáhlo stotisícové hranice. K 31. prosinci 2017 zde žilo 100 000 lidí.
| Rok  | Obyvatelé |
| ---- | --------- |
| 1948 | 5 516     |
| 1949 | 6 700     |
| 1950 | 12 230    |
| 1951 | 16 000    |
| 1952 | 16 900    |
| 1953 | 15 000    |
| 1954 | 15 000    |
| 1955 | 16 000    |
| 1956 | 16 100    |
| 1957 | 16 800    |
| 1958 | 17 100    |
| 1959 | 17 400    |

| Rok  | Obyvatelé |
| ---- | --------- |
| 1960 | 17 700    |
| 1961 | 18 150    |
| 1962 | 19 000    |
| 1963 | 19 700    |
| 1964 | 20 800    |
| 1965 | 21 500    |
| 1966 | 21 900    |
| 1967 | 22 200    |
| 1968 | 22 700    |
| 1969 | 23 700    |
| 1970 | 24 400    |
| 1971 | 25 200    |

| Rok  | Obyvatelé |
| ---- | --------- |
| 1972 | 26 500    |
| 1973 | 29 600    |
| 1974 | 30 800    |
| 1975 | 31 800    |
| 1976 | 33 800    |
| 1977 | 35 300    |
| 1978 | 36 800    |
| 1979 | 38 100    |
| 1980 | 39 500    |
| 1981 | 41 200    |
| 1982 | 43 200    |
| 1983 | 43 500    |

| Rok  | Obyvatelé |
| ---- | --------- |
| 1984 | 47 500    |
| 1985 | 49 000    |
| 1986 | 50 800    |
| 1987 | 52 800    |
| 1988 | 54 800    |
| 1989 | 56 500    |
| 1990 | 61 100    |
| 1991 | 63 400    |
| 1992 | 65 100    |
| 1993 | 65 800    |
| 1994 | 67 500    |
| 1995 | 68 821    |

| Rok  | Obyvatelé |
| ---- | --------- |
| 1996 | 69 829    |
| 1997 | 70 722    |
| 1998 | 72 255    |
| 1999 | 73 800    |
| 2000 | 75 077    |
| 2001 | 76 601    |
| 2002 | 77 800    |
| 2003 | 78 800    |
| 2004 | 79 800    |
| 2005 | 80 700    |
| 2006 | 81 300    |
| 2007 | 81 600    |

| Rok  | Obyvatelé |
| ---- | --------- |
| 2008 | 82 800    |
| 2009 | 83 600    |
| 2010 | 84 900    |
| 2011 | 87 300    |
| 2012 | 89 200    |
| 2013 | 91 700    |
| 2014 | 94 200    |
| 2015 | 96 900    |
| 2016 | 99 000    |
| 2017 | 100 000   |
| 2018 | 100 800   |
| 2020 | 101 432   |